# Раба (Сливно)
Раба је насељено место у саставу општине Сливно, Дубровачко-неретванска жупанија, Република Хрватска.

## Историја
До територијалне реорганизације у Хрватској налазила се у саставу старе општине Метковић.

## Становништво
На попису становништва 2011. године, Раба је имала 10 становника.
| Број становника по пописима | Број становника по пописима | Број становника по пописима | Број становника по пописима | Број становника по пописима | Број становника по пописима | Број становника по пописима | Број становника по пописима | Број становника по пописима | Број становника по пописима | Број становника по пописима | Број становника по пописима | Број становника по пописима | Број становника по пописима | Број становника по пописима | Број становника по пописима |
| --------------------------- | --------------------------- | --------------------------- | --------------------------- | --------------------------- | --------------------------- | --------------------------- | --------------------------- | --------------------------- | --------------------------- | --------------------------- | --------------------------- | --------------------------- | --------------------------- | --------------------------- | --------------------------- |
| 1857                        | 1869                        | 1880                        | 1890                        | 1900                        | 1910                        | 1921                        | 1931                        | 1948                        | 1953                        | 1961                        | 1971                        | 1981                        | 1991                        | 2001                        | 2011                        |
| 0                           | 0                           | 109                         | 138                         | 130                         | 160                         | 0                           | 521                         | 168                         | 135                         | 123                         | 145                         | 21                          | 15                          | 6                           | 10                          |

Напомена: У 1991. смањено издвајањем дела насеља у истоимено самостално насеље Туштевац. У 1857., 1869. и 1921. подаци су садржани у насељу Сливно Равно. У 1880. и 1890. исказано као део насеља.

### Попис1991.
На попису становништва 1991. године, насељено место Раба је имало 15 становника, следећег националног састава:
| Попис 1991.‍ | Попис 1991.‍ | Попис 1991.‍ | Попис 1991.‍ | Попис 1991.‍ |
| ----------- | ----------- | ----------- | ----------- | ----------- |
|             |             |             |             |             |
| Хрвати      | Хрвати      |             | 13          | 86,66%      |
| Срби        | Срби        |             | 2           | 13,33%      |
| укупно: 15  |             |             |             |             |